# الوارو مولینا (بازیکن فوتبال)
الوارو مولینا (انگلیسی: Álvaro Molina؛ زادهٔ ۲۵ فوریهٔ ۱۹۹۴) بازیکن فوتبال اهل اسپانیا است.